# ペア碁選手権戦
ペア碁選手権戦（ペアいごせんしゅけんせん）は、囲碁の男女棋士ペアによる棋戦。男女のプロ棋士がペアとなり、交代に着手する（相談は不可）というペア碁の形式でトーナメントを戦い、優勝者を決める。2009年までは協賛のリコーを冠したリコー杯ペア碁選手権。
- 主催 日本ペア碁協会
- 特別協力 日本棋院
- 協力 関西棋院、週刊碁、The Daily Yomiuri
- 後援 読売新聞社
- 協賛 15回までリコー 16回以降 東京メトロ、JR貨物、パンダネット、メトロアドエージェンシー、JR東日本 17回以降 シャープ、山崎製パン 16回のみ アサヒビール、大塚製薬、オカムラ、KDDI、ANA、東京海上日動火災保険、野村證券、三菱地所
- 優勝賞金 (1-15回)500万円（一部は碁盤・碁石など囲碁用品を学校へ寄贈するチャリティ資金とする）

2010、2016、2017年優勝ペアは、ペア碁ワールドカップに出場。
2014年優勝ペアは、日中韓ペア碁名人選手権に出場。

## 方式
- 前期優勝ペアはシードされ、タイトル権者・ランキングから棋士は選出され、ペアはくじで決定される。
- トーナメントを行い優勝ペアを決定する。2009年のみ、16組を2ブロックに分け、トーナメントにより優勝ペア2組を決定。
- コミは6目半。NHK杯・竜星戦同様1手30秒未満、1分の考慮時間10回。
- 2011年は、アジア競技大会ペア碁代表の2組がシードされた。

## 歴代優勝ペアと決勝戦
（左が優勝者）
1. 1994年 小西和子・橋本昌二 - 中澤彩子・石田芳夫
2. 1995年 小林泉美・小林光一 - 小西和子・橋本昌二
3. 1996年 知念かおり・結城聡 - 佃亜紀子・大竹英雄
4. 1998年 青木喜久代・本田邦久 - 矢代久美子・加藤正夫
5. 1999年 青木喜久代・本田邦久 - 西田栄美・柳時熏
6. 2000年 吉田美香・東野弘昭 - 穂坂繭・山田規三生
7. 2001年 楠光子・依田紀基 - 大澤奈留美・林海峰
8. 2002年 祷陽子・趙治勲 - 楠光子・依田紀基
9. 2003年 祷陽子・趙治勲 - 吉田美香・小林光一
10. 2004年 小林泉美・山下敬吾 - 祷陽子・趙治勲
11. 2005年 青木喜久代・三村智保 - 加藤啓子・王立誠
12. 2006年 鈴木歩・張栩 - 小林泉美・山下敬吾
13. 2007年 山田規三生・岡田結美子 - 鈴木歩・張栩
14. 2008年 大沢奈留美・趙治勲 - 謝依旻・河野臨
15. 2009年 加藤啓子・羽根直樹 - 謝依旻・井山裕太
16. 2010年 梅沢由香里・高尾紳路 - 石井茜・坂井秀至 [1]
17. 2011年 謝依旻・王銘琬 - 鈴木歩・結城聡
18. 2012年 謝依旻・王銘琬 - 吉原由香里・結城聡
19. 2013年 謝依旻・ 小林覚 - 大澤奈留美・溝上知親
20. 2014年 矢代久美子・井山裕太 - 向井千瑛・結城聡
21. 2015年 小山栄美・羽根直樹 - 鈴木歩・秋山次郎
22. 2016年 王景怡・村川大介 - 奥田あや・高尾紳路
23. 2017年 藤沢里菜・羽根直樹 - 鈴木歩・趙治勲
24. 2018年 加藤啓子・井山裕太 - 鈴木歩・黄翊祖
25. 2019年 藤沢里菜・一力遼 - 大澤奈留美・許家元
26. 2020年 奥田あや・村川大介 - 鈴木歩・余正麒
27. 2021年 知念かおり・一力遼 - 牛栄子・井山裕太
28. 2022年 奥田あや・佐田篤史 - 謝依旻・本木克弥
29. 2023年 鈴木歩・山下敬吾 - 辻華・河野臨
30. 2024年 上野愛咲美・芝野虎丸 - 鈴木歩・山下敬吾